# Ensamrätt
Ensamrätt är en term som används i olika företagsekonomiska och juridiska sammanhang och innebär att någon har en viss rättighet som denna är ensam om. Formerna för ensamrätt, till exempel hur den uppnås och hur länge den gäller, kan variera beroende på vad som ensamrätten avser.

## Ensamrätt som juridisk term
Ensamrätt som juridisk term har i allmänhet en definition i lag anpassad för aktuellt område. Termen förekommer i olika upphovsrättsliga sammanhang. Ensamrätt till varumärken kan exempelvis fås genom inregistrering eller genom inarbetning. Innebörden av ensamrätten i detta sammanhang är att ingen annan än innehavaren får använda varumärket, eller något märke som lätt kan förväxlas med det, för sina varor eller tjänster, i sin reklam, i sina affärshandlingar eller på något annat sätt. 
Ensamrätt förekommer också som juridisk term i samband med försörjnings- och infrastrukturtjänster där ibland naturligt monopol föreligger. I dessa sammanhang finns begreppet definierat i EU-rätten, vilket i Sverige har omsatts i Försörjningslagen.

## Ensamrätt som ekonomisk term
Inom ekonomiska sammanhang kan ensamrätt exempelvis gälla rätten att importera och sälja en viss vara i ett visst land, och tilldelas en viss importör i en affärsöverenskommelse eller ett avtal. Denna typ av ensamrätt har i allmänhet vissa begränsningar, genom att överenskommelsen kan sägas upp. Konkurrenslagstiftning sätter ofta vissa begränsningar för denna typ av ensamrätt. Exempelvis är parallellimport av varor normalt tillåten mellan länder i Europeiska unionen. 